# لج السلام (أفلح اليمن)

تعديل مصدري - تعديل

لج السلام هي إحدى قرى عزلة بني يوس بمديرية أفلح اليمن التابعة لمحافظة حجة، بلغ تعداد سكانها 88 نسمة حسب تعداد اليمن لعام 2004.